# Ingeniería industrial

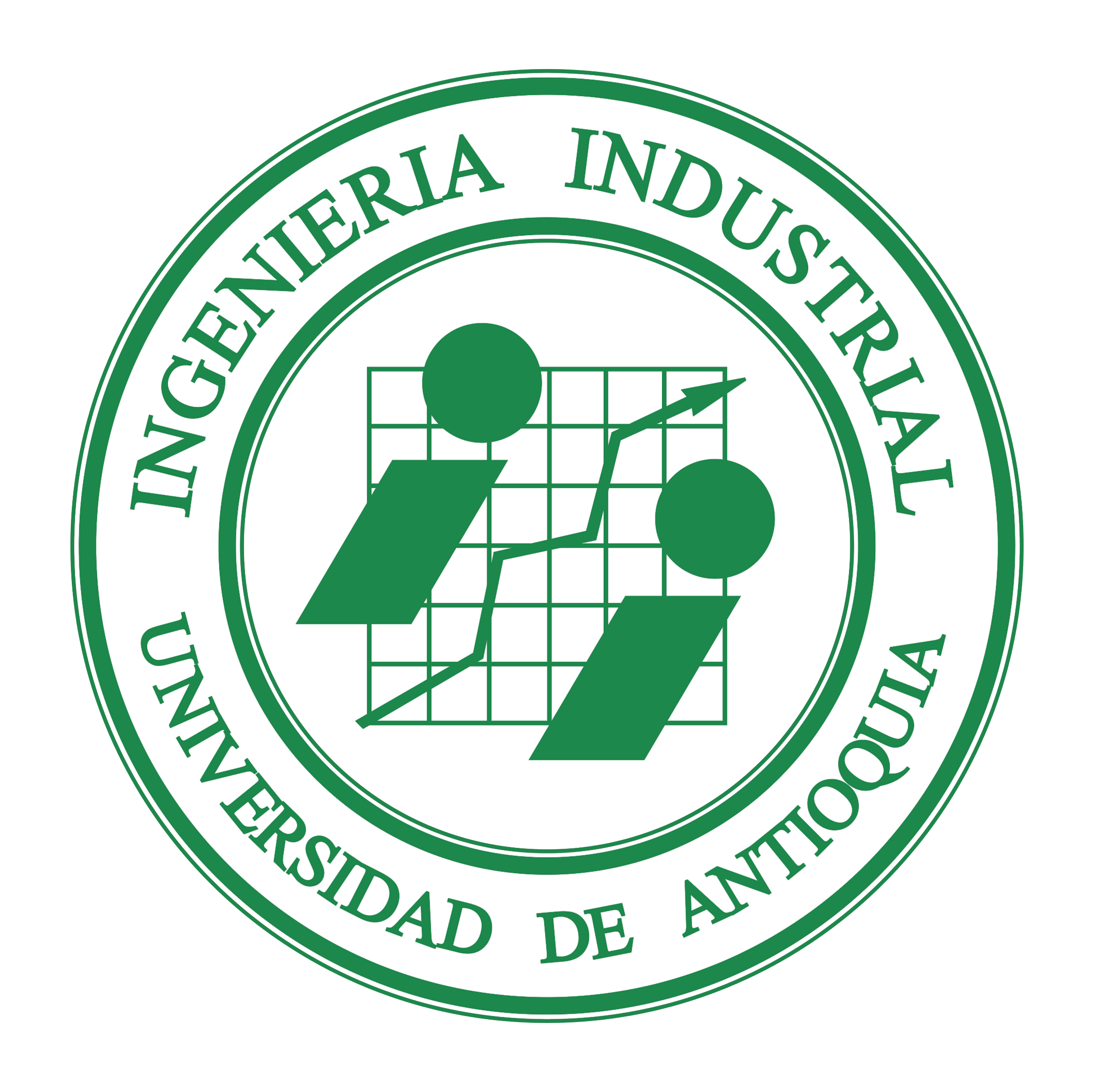
Logo de la universidad de Antioquia de Ingeniería industrial

La ingeniería industrial, también conocida como ingeniería en gestión industrial o ingeniería en organización industrial es una profesión de ingeniería que se ocupa de la optimización de procesos, sistemas u organizaciones complejos mediante el desarrollo, la mejora y la implementación de sistemas integrados de personas (recursos humanos), riqueza, conocimiento, información y equipamiento, energía, materiales y procesos.[cita requerida]
Todo con la finalidad de obtener productos de alta calidad o servicios útiles que satisfagan a la sociedad teniendo la consideración del medio ambiente según las leyes de protección ambiental. Utiliza los principios, métodos del análisis, síntesis de la ingeniería y el diseño para especificar, evaluar, predecir y optimizar los resultados generados de tales sistemas. Emplea conocimientos y métodos de otras ciencias específicas tales como la administración de empresas, electrotecnia, ingeniería química, ingeniería estructural, manufactura, mercados, ingeniería económica, relaciones industriales, gestión financiera, investigación de operaciones, control de calidad, ingeniería ambiental, ciencias sociales, optimización, entre otros; para determinar, diseñar, especificar, analizar, implementar y mejorar continuamente los sistemas. La ingeniería industrial se hizo muy necesaria después de la Revolución Industrial para garantizar la productividad industrial, es producto de las necesidades fabriles de la clase burguesa de la sociedad capitalista del siglo XIX. 

## Terminología
El término industrial se ha prestado a malentendidos; originalmente se aplicaba a la manufactura, pero se ha extendido a muchos otros sectores de servicios. La ingeniería industrial está estrechamente identificada también con la gestión de operaciones, ingeniería de sistemas o ingeniería de manufactura, una distinción que parece depender del punto de vista o motivos de quien la use.  Por ejemplo, en el sector del cuidado de la salud, los ingenieros industriales son conocidos comúnmente como ingenieros administradores o ingenieros en sistemas de salud.[cita requerida]

### En España
La ingeniería industrial en España agrupa, bajo ese mismo término, a otras actividades de ingeniería, como la ingeniería química, ingeniería eléctrica o ingeniería metalúrgica; el término ingeniería de organización industrial es el que se usa dentro de España para referirse a lo que fuera se llama ingeniería industrial. En España, tras la adaptación de los títulos universitarios al Espacio Europeo de Educación Superior, el título que habilita para el ejercicio de la profesión de ingeniero industrial es el título de máster Universitario en Ingeniería Industrial.[cita requerida]

### En América Latina
En América Latina, se refiere a la profesión que se especializa en conocimientos de producción (simulación, investigación de operaciones, ingeniería de Métodos, manejos de datos, control de producción y estadística) así como también conocimientos de administración, finanzas y economía. Por lo último es que actualmente un Ingeniero Industrial desempeña muchos cargos en el mundo laboral muy variado desde industria pesada hasta bancos y hospitales; también se les puede ver desempeñandose en la manufactura textil, logística(terrestre y marítima), así como fabricación y diseño de autopartes, aeropartes y en la metalmecanica.
Así como en España, en Brasil, los ingenieros industriales son responsables de todo el proceso de fabricación de los bienes producidos por las industrias y, también, por el proyecto e implementación de las propias plantas industriales. El ingeniero industrial formado en Brasil debe tener una formación integral, que incluya, además del conocimiento en su propia área de especialización (mecánica, eléctrica, química, etc.), también en las demás áreas de la ingeniería, así como en los fundamentos técnicos y científicos de toda la ingeniería. En el caso de las matemáticas, Física Teórica y Experimental, Química Tecnológica, Diseño Técnico, Termodinámica, Electricidad, Mecánica de los Fluidos, Resistencia de los Materiales y otras, que forman parte de la rejilla curricular de un curso de ingeniería plena, pues es de eso que se trata el curso de Ingeniería Industrial en Brasil.[cita requerida]
Por otro lado, aquel que en España es denominado ingeniero de organización industrial, en Brasil, es llamado ingeniero de producción, y se especializa en productividad, o sea, en optimizar la eficiencia y / o la eficacia de los procesos de producción en las industrias . De este modo, el trabajo del ingeniero de producción, se asemeja bastante con el de un administrador de empresas, pero con mayor equipaje técnico, que incluye conocimientos de Física, Química, Diseño de Proyectos, y Matemáticas, todos a nivel superior, que todo ingeniero pleno debe tener, pues, en Brasil, así como la Ingeniería Industrial, la Ingeniería de Producción también es un curso de ingeniería plena, que normalmente dura, como mínimo, cinco años.[cita requerida]

## Áreas de actividad y aplicaciones
La ingeniería industrial abarca varias áreas de actividad, tales como: ciencias de la administración, procura de proyectos, gestión de cadenas de suministro, investigación de operaciones, ingeniería de sistemas, ergonomía, ingeniería de calidad, ingeniería de procesos, ingeniería del valor y estudio de tiempos y movimientos. Además, la ingeniería industrial mejora los procesos laborales.
Es una actividad regulada en muchos países, por lo que para ejercerla se requiere una licencia o aprobación de un colegio de ingenieros.
Algunos ejemplos de las aplicaciones de la ingeniería industrial son: el diseño de nuevos sistemas de trabajo en bancos, las mejoras de operaciones y emergencias en hospitales, la distribución global de productos, y la reducción y mejora de líneas de espera en bancos, hospitales, parques temáticos y sistemas de tráfico vehicular. 
En el sistema de producción, los ingenieros industriales trabajan para eliminar desperdicios de todos los recursos, utilizan herramientas diversas surgidas de sistemas propios como el Sistema de producción Toyota, o genéricos como la manufactura esbelta (lean manufacturing) o el Monozukuri.
Los ingenieros industriales usan comúnmente estadística y simuladores informáticos, especialmente simulación de eventos discretos, para su análisis y evaluación.[cita requerida]

## Historia
No es hasta el Renacimiento cuando se comienzan a asentar los pilares de la Ingeniería moderna con el desarrollo de teorías, máquinas y técnicas. Sin embargo, ya en las culturas más antiguas se conocían y desarrollaban técnicas utilizando el plano inclinado, la cuña, la polea, la palanca, el tornillo y la rueda, aprovechando como fuentes de energía el trabajo humano, animal, o las fuerzas naturales del viento, agua y fuego. Así se empiezan a desarrollar la agricultura y la ganadería, la minería y la metalurgia, el transporte, la construcción, la industria textil, militar, etcétera.
Mucho se ha escrito sobre los pioneros de la ingeniería industrial, quienes surgieron durante y después de la revolución industrial en Inglaterra y Estados Unidos. Antes de la revolución industrial, los bienes los producían los artesanos en el conocido sistema casero. En aquellos días, la administración de las fábricas no era problema. Sin embargo, a medida que se desarrollaban nuevos aparatos y se descubrían nuevas fuentes de energía, se tuvo la necesidad práctica de organizar las fábricas para que pudieran aprovechar las innovaciones.
Quizá el primero de todos los pioneros fue Richard Arkwright (1732-1792), quien inventó en Inglaterra el torno de hilar mecánico. Además, creó y estableció lo que probablemente fue el primer sistema de control administrativo para regularizar la producción y el trabajo de los empleados de las fábricas.[cita requerida]

### Orígenes

#### Ingeniería industrial
Existe un consenso general entre los historiadores en que las raíces de la profesión de ingeniero industrial se remontan a la Revolución Industrial.  Las tecnologías que ayudaron a mecanizar las operaciones manuales tradicionales de la industria textil, como la lanzadera volante, la hiladora de calada y, quizá la más importante, la máquina de vapor, generaron economías de escala que hicieron atractiva por primera vez la producción en masa en lugares centralizados.  El concepto de sistema de producción tuvo su génesis en las fábricas creadas por estas innovaciones. También se ha sugerido que quizás Leonardo da Vinci fue el primer ingeniero industrial porque hay pruebas de que aplicó la ciencia al análisis del trabajo humano examinando la velocidad a la que un hombre podía palear tierra alrededor del año 1500. Otros afirman también que la profesión de ingeniero industrial surgió del estudio de Charles Babbage sobre el funcionamiento de las fábricas y, en concreto, de su trabajo sobre la fabricación de alfileres rectos en 1832 . Sin embargo, en general se argumenta que estos primeros trabajos, aunque valiosos, eran meramente observacionales y no intentaban diseñar los trabajos estudiados o aumentar la producción global.

#### Especialización del trabajo
Los conceptos de Adam Smith sobre la División del trabajo y la "Mano invisible" del capitalismo introducidos en su tratado La riqueza de las naciones motivaron a muchos de los innovadores tecnológicos de la Revolución Industrial a establecer e implantar sistemas fabriles.  Los esfuerzos de James Watt y Matthew Boulton condujeron a la primera instalación integrada de fabricación de maquinaria del mundo, incluida la aplicación de conceptos como los sistemas de control de costes para reducir el despilfarro y aumentar la productividad y la institución de la formación de habilidades para los artesanos.
Charles Babbage se asoció con la ingeniería industrial por los conceptos que introdujo en su libro Sobre la economía de la maquinaria y los fabricantes, que escribió a raíz de sus visitas a fábricas de Inglaterra y Estados Unidos a principios del siglo XIX.  El libro incluye temas como el tiempo necesario para realizar una tarea específica, los efectos de subdividir las tareas en elementos más pequeños y menos detallados, y las ventajas que se obtienen de las tareas repetitivas.

#### Piezas intercambiables
Eli Whitney y Simeon North demostraron la viabilidad de la noción de piezas intercambiables en la fabricación de mosquetes y pistolas para el Gobierno estadounidense.  Con este sistema, las piezas individuales se fabricaban en serie con tolerancias que permitían su uso en cualquier producto acabado.  El resultado fue una reducción significativa de la necesidad de destreza de los trabajadores especializados, lo que finalmente dio lugar al entorno industrial que se estudiará más adelante.

### La máquina de vapor

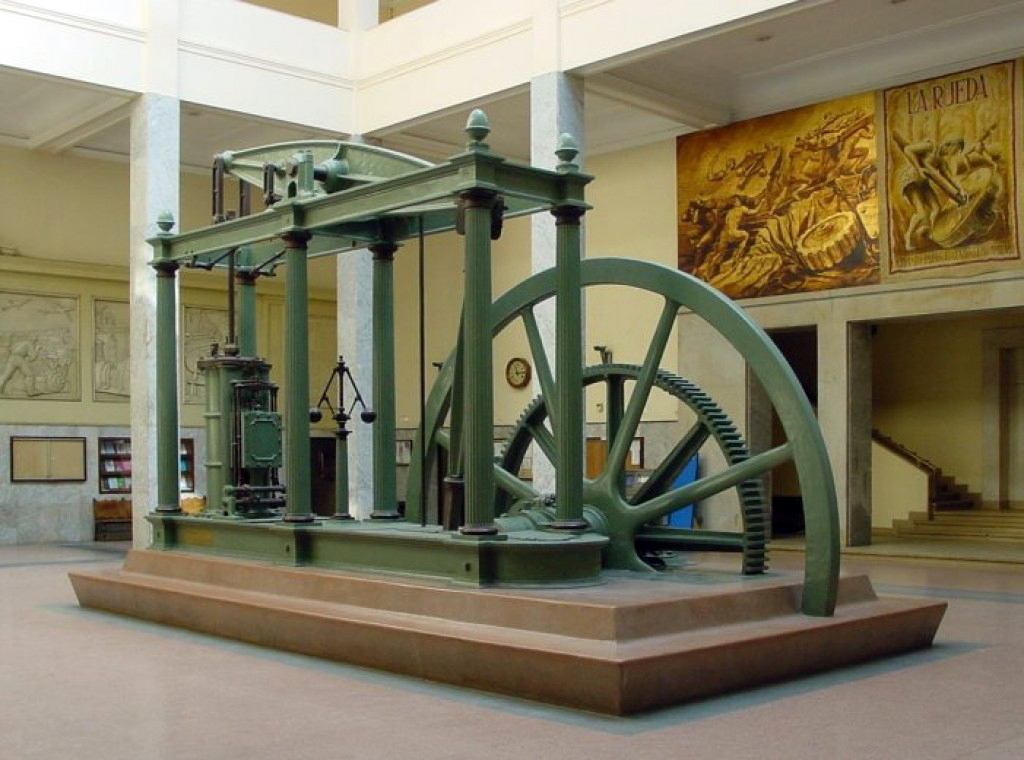
Máquina de vapor de Watt, en la Escuela Técnica Superior de Ingenieros Industriales de Madrid.

En 1774, más o menos por la misma época en que Arkwright instalaba su sistema de control, otro inventor británico, James Watt, junto con su socio Matthew Boulton, estaban organizando una fábrica en el Soho en 1775 para producir máquinas de vapor. Ellos instituyeron la capacitación técnica para los artesanos que superó por mucho cualquier tipo de capacitación que existiera en esa época y también contribuyeron mucho a normalizar la administración de las fábricas.
Subsecuentemente, sus hijos James Watt Jr. y Matthew Robinson Boulton, establecieron la primera fábrica completa de máquinas de manufactura en el mundo. Siguiendo el ejemplo de sus padres, planearon y construyeron una instalación de manufactura integrada que se adelantó mucho a su época. Entre otras cosas, instituyeron un sistema de control de costos diseñado para disminuir el desperdicio y mejorar la productividad.[cita requerida]

### Babbage y el cálculo analítico
Otro inglés, Charles Babbage (1792-1871), aportó muchas contribuciones significativas a la ciencia de la ingeniería industrial, ya que creó los sistemas analíticos para mejorar las operaciones, que publicó en su libro The Economy of Machinery and Manufacturers, el cual se distribuyó ampliamente en Inglaterra, resto de Europa y los Estados Unidos. Los métodos analíticos que Babbage originó fueron los más avanzados durante décadas en el campo del aumento de la productividad y tienen alguna semejanza con el trabajo de Frederick Taylor.
Aparentemente, el trabajo de estos pioneros británicos fue bastante exitoso, sobre todo cuando se aplicaba en sus propias empresas. Aunque con toda seguridad debió haber existido intercambio de ideas entre los líderes empresariales de aquellos días, muchos de los cuales eran parientes, no hubo un movimiento generalizado entre los otros empresarios para adaptar las exitosas ideas de esos pioneros y es por esta razón que la industria manufacturera británica, aunque se la llamaba "el taller del mundo", permanecía en cierta forma tosca y rudimentaria, aunque hacia fines del siglo XIX los mismos métodos primitivos de uso generalizado en Inglaterra estuvieron de moda también en Estados Unidos.[cita requerida]

### SigloXX

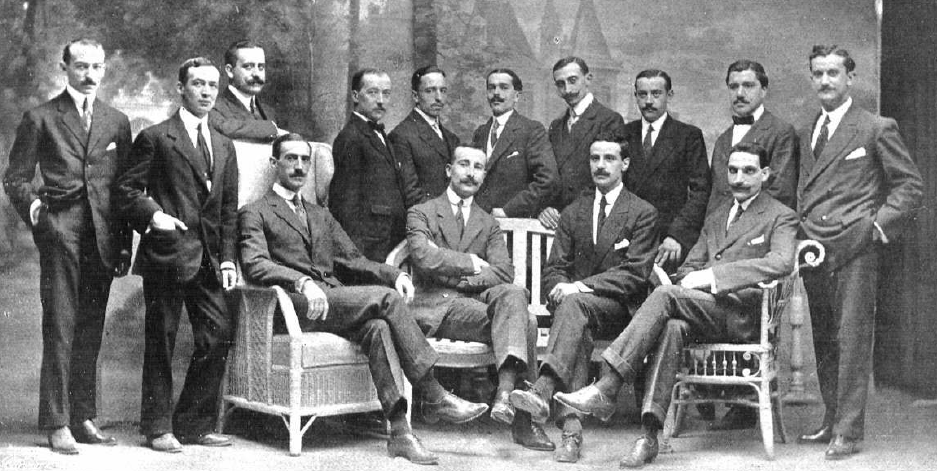
Promoción de 1913 de ingenieros industriales de la Universidad Central de Madrid

Posteriormente, otro desarrollador de la ingeniería industrial fue Frederick Winslow Taylor, a quien se llegó a conocer como el padre de la administración científica cuando publicó en 1911 su último libro titulado The Principles of Scientific Management. Creó lo que él llamó la fórmula para máximas producciones en la que establecía que: «la máxima producción se obtiene cuando a un trabajador se le asigna una tarea definida para desempeñarla en un tiempo determinada y de una forma definida». Aunque este concepto ha cambiado sigue siendo parte importante de la ingeniería industrial. Más adelante Frank Gilbreth y Lillian Gilbreth contribuyeron a la idea de Taylor al crear el método "therblig" (Gilbreth escrito al revés) en el que identificaron y aislaron 18 movimientos elementales que se realizan en casi todas las actividades humanas; cada uno de estos movimientos o therbligs se deberían lograr en un rango definido de tiempo.[cita requerida]
Otros personajes que contribuyeron fueron: Henri Fayol y Harrington Emerson, defensor de las operaciones eficientes y del pago de premios para el incremento de la producción, así como Henry Ford, padre de la cadena de montaje moderna utilizada para la producción en masa o producción en serie. En 1912 Henry Gantt popularizó el Diagrama de Gantt para representar y planificar las diversas actividades durante la producción.
Tras la Segunda Guerra Mundial se desarrollaron diversas técnicas y herramientas para mejorar la producción en la industria, siendo algunos de los avances más destacables los sistemas de gestión total de la calidad (TQM), los sistemas de planificación de los requerimientos de material (MRP), los sistemas de Kanban, etc.

## Pioneros
Frederick Taylor se acreditó como el padre de la disciplina de ingeniería industrial. Obtuvo una licenciatura en ingeniería mecánica de la Universidad de Steven, además obtuvo varias patentes de sus inventos. Sus libros, Gestión de compras y los principios de gestión científica que fueron publicados en el año 1900, fueron el comienzo de la Ingeniería Industrial.[cita requerida]
Las mejoras en la eficiencia en el trabajo según sus métodos se basan en la mejora de trabajo, el desarrollo de las normas de trabajo y la reducción del tiempo necesario para llevar a cabo el trabajo. Con una fe inquebrantable en el método científico, la contribución de Taylor en su "estudio del tiempo" buscó un alto nivel de precisión y previsibilidad para las tareas manuales.